# Peperomia ebingeri
Peperomia ebingeri är en pepparväxtart som beskrevs av Truman George Yuncker. Peperomia ebingeri ingår i släktet peperomior, och familjen pepparväxter. Inga underarter finns listade i Catalogue of Life.